# William Faulkner
William Cuthbert Faulkner (/ˈwɪljəm fɔːknɚ/; New Albany, 25 de septiembre de 1897-Byhalia, 6 de julio de 1962) fue un escritor estadounidense, reconocido mundialmente por sus novelas experimentales y galardonado con el Premio Nobel de Literatura en 1949 «por su poderosa y artísticamente única contribución a la novela contemporánea estadounidense».  También escribió relatos, guiones cinematográficos, ensayos y una obra de teatro. 
Faulkner es considerado universalmente como uno de los más importantes creadores de la literatura estadounidense en general y de la literatura sureña en particular, y como uno de los principales modernistas estadounidenses de la década de 1930, en la tradición experimental de escritores europeos como James Joyce, Virginia Woolf, Marcel Proust y Franz Kafka, y conocido por su uso de técnicas literarias innovadoras, como el monólogo interior, la inclusión de múltiples narradores o puntos de vista y los saltos en el tiempo en la narración.
Su influencia es notoria en la generación de escritores hispanoamericanos de la segunda mitad del siglo XX. García Márquez en Vivir para contarla y Vargas Llosa en El pez en el agua reconocen su influencia.

## Vida y carrera
Nació en New Albany, Misisipi, aunque se crio en las cercanías de Oxford, lugar al que se trasladó la familia en 1902. Era el mayor de cuatro hermanos de una familia tradicional sureña formada por Murry Cuthbert Faulkner (1870-1932) y Maud Butler (1871-1960). Tuvo tres hermanos menores: Murry Charles "Jack" Faulkner, el escritor John Faulkner y Dean Swift Faulkner.
Tras su primer cumpleaños, su familia se trasladó a Ripley, Misisipi, lugar en el que su padre Murry trabajó como el tesorero de la compañía Gulf & Chicago Railroad Company, propiedad de la familia. Murry esperaba heredar esta compañía de su padre, John Wesley Thompson Falkner, pero John tenía poca confianza en la habilidad de su hijo para llevar las riendas del negocio, y lo vendió por $75.000. Tras la venta del negocio, Murry propuso a la familia el plan de un nuevo comienzo, que supondría mudarse a Texas y convertirse en ranchero. Pero Maud no estuvo de acuerdo con esta proposición y finalmente se fueron a Oxford, Misisipi, donde el padre de Murry poseía numerosos negocios, lo que facilitó que encontrase trabajo. De ese modo, cuatro días después del quinto cumpleaños de William, la familia Falkner se estableció en Oxford, donde vivió de forma intermitente durante el resto de su vida.
Su familia, particularmente su madre Maud, su abuela materna Lelia Butler y Caroline "Callie" Barr (la niñera afrodescendiente que lo crio desde la infancia) influyeron de manera crucial en el desarrollo de la imaginación artística de Faulkner. Tanto su madre como su abuela fueron ávidas lectoras, así como pintoras y fotógrafas, que lo educaron en un lenguaje visual. Mientras Murry disfrutaba del aire libre y alentaba a sus hijos a cazar, rastrear y pescar, Maud valoraba la educación y disfrutaba leyendo y yendo a la iglesia. Ella enseñó a sus hijos a leer antes de enviarlos a la escuela pública y los expuso a clásicos como Charles Dickens y los cuentos de los hermanos Grimm. La educación permanente de Faulkner por Callie Barr es fundamental para las preocupaciones de sus novelas con la política de la sexualidad y la raza. 
Ya como escolar, Faulkner tuvo éxito desde el principio. Se destacó en el primer grado, se saltó el segundo y lo hizo bien en el tercer y cuarto grado. Sin embargo, en algún momento entre el cuarto y el quinto grado de su educación, Faulkner se convirtió en un niño mucho más tranquilo y más retirado. Empezó a jugar de vez en cuando y se volvió un tanto indiferente a su trabajo escolar. En cambio se interesó en estudiar la historia de Misisipi en su tiempo libre a partir del séptimo grado. La disminución de su desempeño en la escuela continuó, y Faulkner terminó repitiendo los grados once y doce, sin graduarse de la escuela secundaria.
William pasó su infancia escuchando las historias que le contaban sus mayores, entre ellas las de la Guerra Civil, la esclavitud, el Ku Klux Klan y la familia Falkner. El abuelo de Faulkner también le contaría sobre las hazañas del bisabuelo de William, William Clark Falkner, quien fue un exitoso empresario, escritor y héroe de la Guerra Civil. Contar historias sobre el "Viejo Coronel", como lo llamaba su familia, ya se había convertido en un pasatiempo familiar cuando Faulkner era todavía un niño. Según uno de los biógrafos de Faulkner, cuando William nació, su bisabuelo había sido "consagrado desde hace mucho tiempo como una deidad de la familia".
Cuando tenía diecisiete años, Faulkner conoció a Philip Stone, quien se convirtió en una importante influencia temprana en sus escritos. Stone era cuatro años mayor que él y provenía de una de las familias mayores de Oxford; le apasionaba la literatura y ya había obtenido títulos de licenciatura en Yale y en la Universidad de Misisipi. Faulkner también asistió a este último, se unió a la fraternidad Sigma Alpha Epsilon y persiguió su sueño de convertirse en escritor. Stone leyó y quedó impresionado por algunos de los primeros poemas de Faulkner, convirtiéndose en uno de los primeros en reconocer y alentar su talento. Así, fue el mentor del joven Faulkner y le presentó las obras de escritores como James Joyce, quien influyó en los escritos del incipiente novelista. En sus primeros veinte años, William enseñó a Stone poemas y cuentos que había escrito con la esperanza de que fueran publicados. Stone, a su vez, los enviaría a los editores, pero fueron rechazados de manera uniforme.
El joven Faulkner estaba muy influenciado por la historia de su familia y la región en la que vivía. Misisipi marcó su sentido del humor, su sentido de la posición trágica de los estadounidenses "blancos y negros", su caracterización de los personajes sureños y sus temas atemporales, incluidas personas ferozmente inteligentes que viven detrás de las fachadas de los buenos muchachos y los simplones. Incapaz de unirse al Ejército de los Estados Unidos debido a su estatura (media 1,65), Faulkner se alistó en una unidad reservista del Ejército Británico en Toronto. A pesar de sus afirmaciones, los registros indican que Faulkner nunca fue miembro del British Royal Flying Corps y nunca vio el servicio durante la Primera Guerra Mundial.
En 1918, cambió su apellido original "Falkner", pasando a ser Faulkner. Según cierta historia, un tipógrafo descuidado simplemente cometió un error. Cuando apareció la errata en la portada de su primer libro, se le preguntó a Faulkner si quería el cambio. Supuestamente respondió: "De cualquier manera me conviene". 
En la adolescencia, Faulkner comenzó a escribir poesía casi exclusivamente. No escribió su primera novela hasta 1925. Sus influencias literarias son profundas y amplias. Una vez dijo que modelaba sus primeros escritos sobre la era romántica a finales del siglo XVIII y principios del siglo XIX en Inglaterra. Asistió a la Universidad de Misisipi ("Ole Miss") en Oxford, se inscribió en 1919 y pasó tres semestres antes de abandonar en noviembre de 1920. William pudo asistir a clases en la universidad porque su padre tenía un trabajo allí como gerente de negocios. Se saltaba clases a menudo y recibió una calificación de "D" en inglés. Sin embargo, algunos de sus poemas vieron la luz en publicaciones del campus. 
Aunque Faulkner está identificado con Misisipi, en 1925 residía en Nueva Orleans, Luisiana, cuando escribió su primera novela, La paga de los soldados. Después de haber sido influenciado directamente por Sherwood Anderson, hizo su primer intento de escribir ficción. Anderson colaboró en la publicación de La paga de los soldados y Mosquitos, la segunda novela de Faulkner, ambientada en Nueva Orleans, recomendándola a su editor. La casa en miniatura del número 624 de Pirate's Alley, a la vuelta de la esquina de la catedral de St. Louis en Nueva Orleans, es ahora el emplazamiento de la Faulkner House Books, y a su vez sirve como sede de la Pirate's Alley Faulkner Society.
Durante el verano de 1927, Faulkner escribió su primera novela ambientada en su ficticio condado de Yoknapatawpha, titulada Banderas en el polvo. Esta novela se basó en gran medida en las tradiciones y la historia del sur, en las que Faulkner había estado absorto en su juventud. Estaba muy orgulloso de la novela una vez terminada y creía que era un paso significativo respecto a sus dos novelas anteriores. Sin embargo, cuando se presentó para su publicación, fue rechazado por los editores Boni & Liveright. Faulkner quedó devastado por este rechazo, pero finalmente permitió que su agente literario, Ben Wasson, editara significativamente el texto, y la novela se publicó en 1929 como Sartoris. (La versión original se publicó como Banderas en el polvo en 1973).
En el otoño de 1928, justo después de cumplir 31 años, comenzó a trabajar en El ruido y la furia. Al principio escribió tres cuentos sobre un grupo de niños con el apellido Compson, pero pronto comenzó a sentir que los personajes que había creado podrían ser más adecuados para una novela de larga duración. Tal vez como resultado de la decepción por el rechazo inicial de Banderas en el polvo, Faulkner se había vuelto indiferente a sus editores y escribió esta novela en un estilo mucho más experimental. Al describir el proceso de escritura para este trabajo, Faulkner diría más tarde: "Un día me pareció que se cerraban las puertas de todos los editores y las casas editoriales. Me dije a mí mismo: 'Ahora puedo escribir'". Tras completar su redacción, Faulkner insistió en que Ben Wasson no hiciera ninguna edición ni agregara ninguna puntuación para mayor claridad del texto. 
En 1929, Faulkner se casó con Estelle Oldham, con Andrew Kuhn como el padrino de la boda. Estelle trajo con ella dos hijos de su matrimonio anterior a Cornell Franklin y Faulkner tenía la esperanza de sacar adelante a su nueva familia con su labor como escritor. Comenzó la redacción de Mientras agonizo en 1929 mientras trabajaba en turnos nocturnos en la Universidad de la Misisipi Power House. La novela sería publicada en 1930. A partir de ese año, Faulkner comenzó a enviar algunos de sus cuentos a varias revistas nacionales. Algunas de sus historias fueron publicadas, lo que le proporcionó suficientes ingresos para comprar una casa en Oxford para que la habitara su familia, a la que llamó Rowan Oak. El año siguiente ganó algo más de dinero con su siguiente trabajo, Santuario, aunque fue ampliamente revisada y rechazada por su sombría percepción del Sur de los Estados Unidos. En 1932, Faulkner necesitaba dinero. Le pidió a Wasson que vendiera los derechos de serialización de su novela recién terminada, Luz de agosto, a una revista por $ 5,000, pero nadie aceptó la oferta. Después de eso, MGM Studios ofreció a Faulkner trabajo como guionista en Hollywood. Aunque no era un aficionado al cine, necesitaba dinero, por lo que aceptó la oferta de trabajo y llegó a Culver City, California, en mayo de 1932. Allí trabajó con el director Howard Hawks, con quien rápidamente desarrolló una amistad, ya que ambos disfrutaban bebiendo y cazando. El hermano de Howard Hawks, William Hawks, se convirtió en el agente de Faulkner en Hollywood. Faulkner continuaría encontrando un trabajo estable como guionista desde la década de 1930 hasta la década de 1950.
A pesar de la buena aceptación de los lectores de sus obras, tan solo se vendió bien Santuario (1931). Sus temas del mal y la corrupción continúan siendo relevantes en la actualidad. La secuela del libro, Requiem for a Nun, es la única obra de teatro que publicó. La introducción es una única frase que abarca unas cuantas páginas. Fue el relativo éxito de Santuario lo que le facilitó conseguir su trabajo, bastante más lucrativo, como guionista de Hollywood.
En 1946 el crítico Malcolm Cowley, preocupado porque Faulkner era poco conocido y apreciado, publicó The Portable Faulkner, libro que reúne extractos de sus novelas en una secuencia cronológica.
Es considerado uno de los creadores de ficción más importantes de las letras del siglo XX, junto a autores como Jorge Luis Borges, Marcel Proust, Franz Kafka y James Joyce. Su influencia en la literatura radica tanto en aspectos técnicos (como su desarrollo del monólogo interior, el multiperspectivismo, la oralidad de la narración, un manejo no cronológico del tiempo en el relato) como temáticos (la decadencia de una familia, el fracaso, la creación de un territorio de ficción propio en el que radicar un ciclo de relatos, la obsesión con la historia, la combinación de localismo y universalidad). Faulkner influiría en gran medida en autores posteriores en español, como Juan Rulfo, Juan Carlos Onetti, Juan Benet, Gabriel García Márquez, Mario Vargas Llosa y Juan José Saer. Jorge Luis Borges fue el traductor, en 1940, de Las palmeras salvajes, segunda obra de Faulkner traducida al castellano (la primera fue Santuario, traducida por Novás, en España, en 1934). Esta traducción tuvo una importante repercusión en los escritores latinoamericanos, favoreciendo el conocimiento y la influencia de Faulkner en generaciones de escritores latinoamericanos.
Faulkner, que arrastró problemas con el alcohol durante gran parte de su vida, siguió escribiendo tanto novelas como cuentos hasta su muerte en Byhalia, el 6 de julio de 1962, a causa de un infarto de miocardio. Sus restos están inhumados en el Oxford Memorial Cemetery, en Oxford, en el sepulcro familiar.

## Obras

### Novelas
- La paga de los soldados (Soldiers' Pay, 1926)
- Mosquitos (Mosquitoes, 1927)
- Sartoris (1929). Su primera versión sin cortes, Banderas sobre el polvo, fue publicada en 1973.
- El ruido y la furia (The Sound and the Fury, 1929)
- Mientras agonizo (As I Lay Dying, 1930)
- Santuario (Sanctuary, 1931)
- Luz de agosto (Light in August, 1932)
- Pilón (Pylon, 1935)
- ¡Absalón, Absalón! (Absalom, Absalom!, 1936)
- Los invictos (The Unvanquished, 1938)
- Las palmeras salvajes (The wild palms - If I Forget Thee Jerusalem, 1939)
- El villorrio (The Hamlet, 1940) [Trilogía de los Snopes I]
- Desciende, Moisés (Go Down, Moses, 1942)
- Intruso en el polvo (Intruder in the Dust, 1948)
- Réquiem para una mujer (Requiem for a Nun, 1951)
- Una fábula (A Fable, 1954)
- La ciudad (The Town, 1957) [Trilogía de los Snopes II]
- La mansión (The Mansion, 1959) [Trilogía de los Snopes III]
- La escapada o Los rateros (The Reivers, 1962)

### Colecciones de cuentos
- Estos trece (These 13, 1931)
- Doctor Martino y otras historias (Dr. Martino and Other Stories, 1934)
- Gambito de caballo (Knight's Gambit, 1949)
- Cuentos reunidos (Collected Stories, 1950)
- Grandes bosques (Big Woods, 1955)
- Historias de Nueva Orleans (New Orleans Sketches, 1958)
- The Uncollected Stories of William Faulkner (1979). Edición de Joseph Blotner. Publicado en español bajo el impreciso nombre Relatos por la editorial Anagrama.

### Cuentos
| - "Aterrizando con suerte" (ll" (1922) - "New Orleans" - "Espejos de la calle Chartres" (1925) - "Damon y Pitias sin límites" (1925) - "Celos" (1925) - "Cheest" (1925) - "Fuera de Nazaret" (1925) - "El reino de Dios" (1925) - "El rosario" (1925) - "El zapatero" (1925) - "Oportunidad" (1925) - "Ocaso" (1925) - "El chico aprende" (1925) - "El mentiroso" (1925) - "Hogar" (1925) - "Episodio" (1925) - "País del ratón" (1925) - "Yo Ho y dos botellas de ron" (1925) - "Music - Sweeter than the Angels Sing" - "Una rosa para Emily" (A Rose for Emily, 1930) - "Honor" (1930) - "Thrift" (1930) - "Red Leaves" (1930) - "Ad Astra" (1931) - "Dry September" (1931) - "That Evening Sun" (1931) - "Hair" (1931) - "Spotted Horses" (1931) - "The Hound" (1931) - "Fox Hunt" (1931) - Carcassonne (1931) | - "Divorce in Naples" (1931) - "Victory" (1931) - "All the Dead Pilots" (1931) - "Crevasse" (1931) - "Mistral" (1931) - "A Justice" (1931) - "Dr. Martino" (1931) - "Idyll in the Desert" (1931) - "Miss Zilphia Gant" (1932) - "Death Drag" (1932) - "Centaur in Brass" (1932) - "Once Aboard the Lugger (I)" (1932) - "Lizards in Jamshyd's Courtyard" (1932) - "Turnabout" (1932) - "Smoke" (1932) - "Mountain Victory" (1932) - "There Was a Queen" (1933) - "Artist at Home" (1933) - "Beyond" (1933) - "Elly" (1934) - "Pennsylvania Station" (1934) - "Wash" (1934) - "A Bear Hunt" (1934) - "The Leg" (1934) - "Black Music" (1934) - "Mule in the Yard" (1934) - "Ambuscade" (1934) - "Retreat" (1934) - "Lo!" (1934) - "Raid" (1934) - "Skirmish at Sartoris" (1935) - "Golden Land" (1935) | - "That Will Be Fine" (1935) - "Uncle Willy" (1935) - "Lion" (1935) - "The Brooch" (1936) - "Two Dollar Wife" (1936) - "Fool About a Horse" (1936) - "The Unvanquished" (1936) - "Vendee" (1936) - "Monk" (1937) - "Barn Burning" (1939) - "Hand Upon the Waters" (1939) - "A Point of Law" (1940) - "The Old People" (1940) - "Pantaloon in Black" (1940) - "Gold Is Not Always" (1940) - "Tomorrow" (1940) - "Go Down, Moses" (1941) - "The Tall Men" (1941) - "Two Soldiers" (1942) - "Delta Autumn" (1942) - "The Bear" (1942) - "Afternoon of a Cow" (1943) - "Shingles for the Lord" (1943) - "My Grandmother Millard" (1943) - "Shall Not Perish" (1943) - "Appendix, Compson, 1699-1945" (1946) - "An Error in Chemistry" (1946) - "A Courtship" (1948) - "Gambito de caballo" (Knight's Horses 1949) - "A Name for the City" (1950) - "Notes on a Horsethief" (1951) | - "Mississippi" (1954) - "Sepulture South: Gaslight" (1954) - "Race at Morning" (1955) - "By the People" (1955) - "Hell Creek Crossing" (1962) - "Mr. Acarius" (1965) - "The Wishing Tree" (1967) - "Al Jackson" (1971) - "And Now What's To Do" (1973) - "Nympholepsy" (1973) - "The Priest" (1976) - "Mayday" (1977) - "Frankie and Johnny" (1978) - "Don Giovanni" (1979) - "Peter" (1979) - "A Portrait of Elmer" (1979) - "Adolescence" (1979) - "Snow" (1979) - "Moonlight" (1979) - "With Caution and Dispatch" (1979) - "Hog Pawn" (1979) - "A Dangerous Man" (1979) - "A Return" (1979) - "The Big Shot" (1979) - "Once Aboard the Lugger (II)" (1979) - "Dull Tale" (1979) - "Evangeline" (1979) - "Love" (1988) - "Christmas Tree" (1995) - "Rose of Lebanon" (1995) - "Lucas Beauchamp" (1999) |

### Cuento infantil
- El árbol de los deseos (The Wishing Tree, 1964). Escrito en 1927 para el cumpleaños número 8 de su amiga y luego hijastra Victoria Franklin.

### Colecciones de poesía
- Vision in Spring (1921)
- The Marble Faun (1924)
- This Earth, a Poem (1932)
- A Green Bough (1965)
- Mississippi Poems (1979)
- Helen, a Courtship and Mississippi Poems (1981)

### Ensayos
- Ensayos y discursos (William Faulkner: Essays, Speeches and Public Letters, 1966)

### Entrevistas
- León en el jardín (Lion in the Garden, 1968). Edición de James B. Meriwether  y Michael Millgate. En español: Reino de Redonda, 2021. Traducción de Antonio Iriarte. Prólogo de Javier Marías.

### Cartas
- Cartas escogidas (Selected Letters, 1977). Edición de Joseph Blotner.

### Guiones para cine
- Today We Live (Vivamos hoy, 1933) de Howard Hawks
- The Road to Glory (íd., 1936) de Howard Hawks
- Slave Ship (1937)
- Gunga Din (íd., 1939) de George Stevens
- To Have and Have Not (Tener y no tener, 1944) de Howard Hawks
- The Southerner (El hombre del sur, 1945) de Jean Renoir
- The Big Sleep (El sueño eterno, 1946) de Howard Hawks
- Land of the Pharaohs (Tierra de faraones, 1955) de Howard Hawks

## Premios
- Premio Nobel de Literatura 1949
- National Book Award 1951 por Cuentos reunidos
- Premio Pulitzer 1955 por Una fábula
- Nacional Book Award 1955 por Una fábula
- Premio Pulitzer 1963 por Los rateros

## Adaptaciones al cine
En 1932 el realizador estadounidense Stephen Roberts adaptó su novela Sanctuary en un filme titulado The Story of Temple Drake (en España: Secuestro), protagonizado por Miriam Hopkins y Herbert Marshall. La cinta se convirtió en un pequeño clásico del drama negro de los años 30, aunque hoy en día es prácticamente imposible acceder a ella en Europa. Esta misma historia se versionó en 1961 con el británico Tony Richardson tras la cámara, y Lee Remick, Yves Montand y Bradford Dillman en los papeles principales.
Intruder in the dust tiene su propia traslación a la pantalla en 1949, filme del veterano cineasta Clarence Brown.
La versión cinematográfica de Pylon, titulada The Tarnished Angels (Ángeles sin brillo), 1957, una de las últimas películas del maestro del melodrama Douglas Sirk, fue calificada por el escritor como la mejor adaptación a la pantalla de cualquiera de sus obras.
1959, "The Sound And The Fury" se adaptó (libre) con título homónimo por Martin Ritt.
The Reivers fue objeto en 1969 de una versión canónica de la mano de Mark Rydell, en un drama de aventuras protagonizado por Steve McQueen y Sharon Farrell.
"Old man"(historia de The wild palms) fue adaptada por el director John Kent Harrison en 1997 en serie de TV con título homónimo.
"As I Lay Dying" adaptada en  2013 dirigido por James Franco con título homónimo y el mismo director "The Sound And The Fury" en 2014 con título homónimo .
Y otra cosa distinta a adaptaciones de su obra: 
en Barton Fink, dirigida por los hermanos Coen, presenta un guionista alcohólico de fuerte acento sureño en evidente homenaje a William Faulkner.

## Adaptaciones al teatro
The wild palms ha sido adaptada por Séverine Chavrier con título Les Palmiers sauvages.

## Curiosidades
En un interesante ejemplo de homenaje literario (en realidad fue trabajo) Jorge Luis Borges tradujo la novela completa al español como Las palmeras salvajes (1940). 
Se cita en películas:

###### The Wild Palms
--de Jean-Luc Godard de 1959, Breathless ("À bout de souffle"), cuando Patricia afirma preferir "la pena en lugar de nada"; 
--la misma cita se cita en la comedia de John Hughes de 1986 Ferris Bueller's Day Off , cuando el director Rooney "consuela" a Sloan mientras espera frente a la escuela. 
--También aparece en la película Im Lauf der Zeit , 1976, de Wim Wendersen el que uno de los protagonistas, un camionero, lee de vez en cuando su ejemplar de bolsillo del libro. 

###### Luz de agosto y Faulkner en general
En la película española de José Luis Cuerda Amanece, que no es poco, un escritor argentino es detenido por plagiar Luz de agosto, la novela de Faulkner, por quien lo que hay en ese pueblo es verdadera devoción.
Agnès Varda afirmó en su película Las playas de Agnès que la estructura de la novela de Faulkner inspiró directamente su primer largometraje, La Pointe Courte .